# Frederic Adrian Delano

Frederic Adrian Delano (1914)

Frederic Adrian Delano (* 10. September 1863 in Hongkong; † 28. März 1953 in Newburgh) war ein US-amerikanischer Manager, der unter anderem zwischen 1914 und 1916 stellvertretender Vorsitzender (Vice Governor) sowie von 1916 bis 1918 Mitglied des Board of Governors of the Federal Reserve System war. Er gehörte damit zu den ersten am 10. August 1914 von US-Präsident Woodrow Wilson ernannten fünf Vorstandsmitgliedern der US-Zentralbank.

## Leben

### Eisenbahnmanager und Vorstandsmitglied des Federal Reserve System
Frederic Adrian Delano war das zweitjüngste von elf Kindern des Kaufmanns Warren Delano II und dessen Ehefrau Catherine Robbins Lyman Delano. Seine ältere Schwester Sara Ann Delano Roosevelt war die Mutter des späteren 32. US-Präsidenten Franklin D. Roosevelt, dessen Onkel er somit war. Er wuchs in Newburgh auf und absolvierte ein grundständiges Studium an der Harvard University, das er 1885 mit einem Bachelor of Arts (B.A.) beendete. Im Anschluss begann er 1885 seine berufliche Laufbahn in Colorado für die Eisenbahngesellschaft Chicago, Burlington and Quincy Railroad (CB&Q). Er war zunächst Auszubildender zum Maschinisten und Bahninspektor sowie später Superintendent der Frachtterminals und anschließend des Kraftwerks in Chicago, ehe er schließlich Geschäftsführer (General Manager) war. 1905 wurde er Präsident der Wheeling and Lake Erie Railroad Co. sowie zugleich Erster Vizepräsident der Wabash-Pittsburgh Terminal Railway, deren Präsident er 1911 wurde. 1913 übernahm er den Posten des Präsidenten der Chicago, Indianapolis, & Louisville Railway Company (CIL).
Am 10. August 1914 wurde Delano stellvertretender Vorsitzender (Vice Governor) des Board of Governors of the Federal Reserve System und gehörte damit zu den ersten von US-Präsident Woodrow Wilson ernannten fünf Vorstandsmitgliedern der US-Zentralbank. Er bekleidete diesen Posten bis zum 9. August 1916 und war im Anschluss bis zum 21. Juli 1918 Mitglied des Board of Governors of the Federal Reserve System.

### Offizier im Ersten Weltkrieg
Im Juli 1918 trat Frederic A. Delano von seinem Posten als Vorstandsmitglied des Federal Reserve System zurück und diente in den letzten Monaten des Ersten Weltkriegs als Major im Pionierkorps USACE (US Army Corps of Engineers) an der Westfront in Tours. Im Oktober 1918 wurde er zum Oberstleutnant (Lieutenant Colonel) des Transportkorps USATC (United States Army Transportation Corps) befördert und übernahm den Posten des Generaldirektors für das Transportwesen der US-amerikanischen Expeditionsstreitkräfte AEF (American Expeditionary Forces) in Frankreich. Zuletzt wurde er im Mai 1919 zum Oberst (Colonel) des Transportkorps befördert und am 25. Oktober 1919 ehrenhaft aus dem Dienst entlassen. Im Januar 1920 wurde er zum Kommandierenden Oberstingenieur des Reservekorps ernannt. Für seine Verdienste in Frankreich wurde er 1919 Mitglied der Ehrenlegion und erhielt 1921 die Distinguished Service Medal.
Nach Kriegsende wurde Delano 1919 Vorsitzender des Vorstands (Board of Directors) der Metropolitan West Side Elevated Railroad Company sowie Direktor der Union Mining Company of Maryland. 1921 kehrte er zum Federal Reserve System zurück und war zunächst sogenannter Class C-Director der Federal Reserve Bank of Richmond, ehe er zwischen März und Dezember 1936 Vorsitzender des Board of Directors der Federal Reserve Bank of Richmond war. Daneben war er zeitweilig Insolvenzverwalter im Verfahren Red River Boundary Case zwischen Oklahoma und Texas vor dem Obersten Gerichtshof der Vereinigten Staaten. Er gehörte der vom Völkerbund eingesetzten Internationalen Kommission zur Opiumproduktion in Persien und zur möglichen Substitution anderer Landwirtschaft und Industrie an. 1933 erfand er ein Einweg-Fensterglas. Er war ferner Mitglied des Vorstands (Board of Regents) der Smithsonian Institution sowie Vermögensverwalter (Trustee) und Vorsitzender der Brookings Institution. Des Weiteren war er Mitglied und Vorsitzender der Nationalen Park- und Planungskommission von Washington, D.C., Vorsitzender des Nationalen Planungsausschusses für Ressourcen (National Resources Planning Board) sowie Vorsitzender der Amerikanischen Planungs- und Bürgervereinigung (American Planning and Civic Association). Er wurde 1941 Mitglied der American Academy of Arts and Sciences.
Aus seiner 1888 geschlossenen Ehe mit Matilda Anne Peasley Delano (1867–1953) gingen die vier Töchter Louise Delano Cheney (1891–1923), Laura Delano Houghteling (1893–1978), Matilda Delano (1899–1911) und Alice Delano (1903–1904) hervor. Seine älteste Tochter Louise Delano Cheney heiratete 1921 Brigadegeneral Sherwood Alfred Cheney Nach seinem Tode wurde er in der Familiengruft der Familie Delano auf dem Riverside Cemetery in Fairhaven bestattet.

## Veröffentlichungen
Delano verfasste zahlreiche Artikel über verschiedene Themen wie Bank- und Finanzwesen, Verkehr, Stadtplanung, Umweltschutz sowie den Schutz natürlicher Ressourcen. Seine Artikel befinden sich größtenteils in der Franklin D. Roosevelt Presidential Library and Museum, während sich die Artikel aus seiner Militärzeit in der Library of Congress befinden. Zu seinen Büchern gehören:
- Are our railroads treated fairly?, Chicago 1913
- City-planning procedure, Washington, D.C., 1928
- Frederic Adrian Delano papers, 1936